# 1000 Milhas de Sebring
As 1000 Milhas de Sebring foi uma corrida de carros desportivos realizada no Sebring International Raceway, no local de uma antiga Base Aérea, em Sebring, Flórida, Estados Unidos. Foi criada para o Campeonato Mundial de Endurance da FIA e foi realizado pela primeira vez a 15 de março de 2019 como a sexta etapa do Campeonato Mundial de Endurance da FIA de 2018–19. Realizou-se pela última vez em 2023.

## História
A FIA/ACO anunciou um calendário provisório a 1 de setembro de 2017 que mudou o calendário do Campeonato Mundial de Endurance da FIA para uma versão de primavera para outono, com o evento principal, as 24 Horas de Le Mans sendo realizado no meio do campeonato, e incluindo duas edições de Le Mans. Esta "super-temporada" de oito corridas durou mais de um ano, em vez dos oito meses habituais. A mudança permitiu que a temporada seguinte, 2019-20, voltasse a ter uma duração mais curta, começando no outono e terminando em Le Mans no verão. O calendário provisório viu uma série de mudanças, com várias corridas canceladas, mas incluiu um retorno a Sebring pela primeira vez desde 2012. No calendário provisório, a corrida foi originalmente planeada para ser realizada como uma segunda corrida de 12 horas após as 12 Horas de Sebring da IMSA no mesmo fim de semana, e começaria à meia-noite após a conclusão das 12 horas da IMSA.  A 21 de setembro de 2017, a corrida ficou conhecida como 1500 Milhas de Sebring, para evitar confusão entre os dois eventos, na reunião do Conselho Mundial de Automobilismo da FIA em Paris.  A 4 de abril de 2018, foi anunciado que a corrida seria encurtada para 1000 milhas ou 268 voltas, teria um limite de tempo de 8 horas e aconteceria a 15 de março, antes do início das 12 Horas de Sebring, em vez de depois da corrida. Um novo pit lane, na Ullman Straight antes da curva final, também seria construído para a corrida. 
A segunda corrida, originalmente prevista para 20 de Março de 2020, foi cancelada devido à Pandemia de COVID-19. A corrida de 2020 também foi planeada para incluir uma mudança de horário. Anteriormente, a corrida decorria das 16h até à meia-noite, com o curto intervalo entre a corrida de 1000 milhas e a corrida de 12 horas a causar desafios para o pessoal de pista e apoio, bem como para os pilotos que competem em ambas as corridas. A mudança, que teve a corrida de 1.000 milhas agendada das 12h às 20h, garantiu um intervalo de 15 horas entre a corrida do WEC e as 12 horas de Sebring no dia seguinte. A corrida não foi novamente realizada em 2021, uma vez que as restrições europeias à COVID-19 ainda estavam em vigor.
A corrida regressaria em 2022, tendo sido interrompida duas vezes durante com bandeiras vermelhas. A primeira paragem ocorreu após a saída de pista do Toyota #7, que exigiu muito tempo para a retirada do carro e reparação das barreiras. A segunda paragem ocorreu na hora final devido à queda de raios e a fortes aguaceiros na região. A prova terminou mais cedo devido às condições meteorológicas.
A edição de 2023 foi a primeira corrida da temporada do WEC, marcando o regresso da Porsche, Ferrari, Cadillac e Vanwall à categoria principal. Foi também a primeira corrida sem a categoria LMGTE Pro.
. Em 2024 a prova americana mudou-se para o COTA em Austin, após o término do contrato entre o ACO e os promotores da corrida de Sebring.

## Vencedores
| Ano  | Pilotos                                          | Equipa                                          | Carro                                           | Pneu                                            | Tempo                                           | Voltas                                          | Distância                                       | Campeonato                                      | Ref    |
| ---- | ------------------------------------------------ | ----------------------------------------------- | ----------------------------------------------- | ----------------------------------------------- | ----------------------------------------------- | ----------------------------------------------- | ----------------------------------------------- | ----------------------------------------------- | ------ |
| 2019 | Sébastien Buemi Fernando Alonso Kazuki Nakajima  | Toyota Gazoo Racing                             | Toyota TS050 Hybrid                             | M                                               | 8:00:38.186                                     | 253                                             | 946.23 milhas (1522.807 km)                     | FIA WEC                                         | [ 11 ] |
| 2020 | Corrida cancelada devido à Pandemia de COVID-19  | Corrida cancelada devido à Pandemia de COVID-19 | Corrida cancelada devido à Pandemia de COVID-19 | Corrida cancelada devido à Pandemia de COVID-19 | Corrida cancelada devido à Pandemia de COVID-19 | Corrida cancelada devido à Pandemia de COVID-19 | Corrida cancelada devido à Pandemia de COVID-19 | Corrida cancelada devido à Pandemia de COVID-19 | [ 6 ]  |
| 2021 | Corrida cancelada devido à Pandemia de COVID-19  | Corrida cancelada devido à Pandemia de COVID-19 | Corrida cancelada devido à Pandemia de COVID-19 | Corrida cancelada devido à Pandemia de COVID-19 | Corrida cancelada devido à Pandemia de COVID-19 | Corrida cancelada devido à Pandemia de COVID-19 | Corrida cancelada devido à Pandemia de COVID-19 | Corrida cancelada devido à Pandemia de COVID-19 | [ 12 ] |
| 2022 | André Negrão Nicolas Lapierre Matthieu Vaxivière | Alpine Elf Team                                 | Alpine A480                                     | M                                               | 7:15:37.293                                     | 194                                             | 725.56 milhas (1167.67 km)                      | FIA WEC                                         | [ 13 ] |
| 2023 | Mike Conway Kamui Kobayashi José María López     | Toyota Gazoo Racing                             | Toyota GR010 Hybrid                             | M                                               | 8:00:19.877                                     | 239                                             | 893.24 milhas (1437.53 km)                      | FIA WEC                                         | [ 14 ] |

## Lista de referências
1. ↑  https://motorsport.uol.com.br/wec/news/wec-interlagos-e-austin-devem-voltar-ao-calendario-do-mundial-de-endurance-em-2024/10458264/
2. ↑  «FIA WEC Shifts To Winter Calendar For 2018/19 – dailysportscar.com». www.dailysportscar.com. Consultado em 12 de janeiro de 2019
3. ↑  Dagys, John. «WEC Reveals Shift to Winter Schedule; Sebring for 2019 – Sportscar365». sportscar365.com (em inglês). Consultado em 12 de janeiro de 2019
4. ↑  Dagys, John. «1500 Miles of Sebring Confirmed – Sportscar365». sportscar365.com (em inglês). Consultado em 12 de janeiro de 2019
5. ↑  Dagys, John. «Sebring WEC Race Moves to Friday in Revised 1,000-Mile Format – Sportscar365». sportscar365.com (em inglês). Consultado em 12 de janeiro de 2019
6. 1 2  Miller, Fiona. «Cancellation of the FIA WEC "Sebring 1000 Miles" race scheduled for March 20 – World Endurance Championship». fiawec.com (em inglês). Consultado em 15 de março de 2020Miller, Fiona. "Cancellation of the FIA WEC "Sebring 1000 Miles" race scheduled for March 20 – World Endurance Championship". fiawec.com. Retrieved 15 March 2020.
7. ↑  Dagys, John. «New Start Time for 1000 Miles of Sebring – Sportscar365». sportscar365.com (em inglês). Consultado em 8 de fevereiro de 2020
8. ↑  Kilbey, Stephen (18 de março de 2022). «Alpine wins weather-shortened WEC 1000 Miles of Sebring». Revista Racer. Consultado em 6 de fevereiro de 2025
9. ↑  «1-2 Finish For Toyota In 1000 Miles Of Sebring». dailysportscar.com. 18 de março de 2023. Consultado em 6 de fevereiro de 2025
10. ↑  https://www.midfloridanewspapers.com/highlands_news-sun/austin-replaces-sebring-on-2024-wec-calendar/article_af7b6cd2-06a4-11ee-809c-c321bb111a55.html
11. ↑  «Sebring 1000 Miles 2019». Racing Sports Cars. Consultado em 10 Dezembro 2021

«World Endurance Championship 2019 1000 Miles of Sebring Classification». Motorsport Stats. Consultado em 10 Dezembro 2021
12. ↑  Lloyd, Daniel (21 Janeiro 2021). «1000 Miles of Sebring Canceled; Portimao to Stage 2021 Opener». sportscar365.com. Consultado em 10 Dezembro 2021
13. ↑  «2022 Sebring results - FIA World Endurance Championship». fiawec.alkamelsystems.com. Consultado em 19 de março de 2022
14. ↑  «2023 Sebring results - FIA World Endurance Championship». fiawec.alkamelsystems.com. Consultado em 18 de março de 2023